# Constantin Wilhelm Lambert Gloger
Pour les articles homonymes, voir Gloger.
Constantin Wilhelm Lambert Gloger est un zoologiste et un ornithologue prussien, né le 17 septembre 1803 à Kasischka, arrondissement de Grottkau et mort le 30 décembre 1863 à Berlin.

## Biographie
Il fait des études d'histoire naturelle à Berlin (1824-1825), il commence à étudier les oiseaux dans les monts Métallifères (une chaîne de montagnes d’Allemagne et en République tchèque). Il obtient son doctorat à l'université de Breslau en 1830 et devient membre de l'Académie allemande des sciences Leopoldina. Il commence enseigner dans le primaire à Breslau. Il part à Berlin en 1834 où il travaille au musée de zoologie de Berlin (l'actuel musée d'histoire naturelle de Berlin). En 1853, il participe à la parution de Journal für Ornithologie.
Il est assistant à la rédaction du Journal für ornithologie. Gloger reçoit une bourse de trois ans de la part du ministère prussien de l'agriculture afin de rédiger une loi pour protéger les oiseaux.
Il est l'auteur d'un livre extrêmement populaire : Schlesiens Wirbelthier-Fauna (1833) où il reprend des idées avancées par Peter Simon Pallas (1741-1811). Il signe également Das Abändern der Vögel durch Einfluss des Klimas (1833) et, avec Martin Lichtenstein (1780-1857), la première partie de Vollständiges Handbuch der Naturgeschichte der Vögel Europas. Il est aussi l'auteur de nombreux articles scientifiques, notamment sur l'utilité des animaux, les variations et les adaptations géographiques et climatiques, ainsi que sur la protection des oiseaux. C’est dans Das Abändern der Vögel durch Einfluss des Klima's qu’il émet la règle de Gloger où il énonce que les oiseaux vivants dans un climat humide sont plus sombres que ceux vivant dans un climat sec.
Il est le premier à distinguer les martinets des hirondelles.

## Liste partielle des publications
- Zur Naturgeschichte des weißbindigen Kreuzschnabels loxia taenioptera (1829)
- Schlesiens Wirbelthier-Fauna (1833)
- Das Abändern der Vögel durch Einfluss des Klimas (1833)
- Vollständiges Handbuch der Naturgeschichte der Vögel Europas (1834)
- Gemeinnütziges Hand-und Hilfsbuch der Naturgeschichte (1841)